# A Farça
A Farça foi um periódico quinzenal de cariz humorístico, publicado entre 20 de dezembro de 1909 e 27 de abril de 1910 em Coimbra, sendo seu proprietário e administrador Thomaz d’Alvim. Dirigido por Alberto da Veiga Simões e Luiz Filipe, apesar da sua curta duração, o jornal teve um importante papel na imprensa portuguesa, tornando-se num dos primeiros periódicos a publicar ilustrações modernistas em Portugal.

## História
Criado ainda durante os últimos anos da Monarquia Portuguesa, após os três principais intervenientes terem-se conhecido na Faculdade de Direito da Universidade de Coimbra, Thomaz d'Alvim, Alberto da Veiga Simões e Luís Filipe Gonzaga Pinto Rodrigues, conhecido como Luiz Filipe, a 20 de dezembro de 1909 foi fundado o jornal A Farça com o intuito de os seus fundadores criarem um espaço sem dogmas, onde a crítica política e social era realizada através do riso, da sátira e de desenhos humorísticos. Como tal, o seu título remetia por si mesmo a uma crítica à sociedade portuguesa que, de acordo os seus redactores, vivia para as aparências, numa realidade onde a falsidade e a mentira andavam intrinsecamente de mãos dadas no seu dia-a-dia, tratando-se, pois, de um género de imprensa crítica.
Apesar de ter tido apenas seis publicações até à sua extinção a 27 de abril de 1910, A Farça foi um dos primeiros periódicos portugueses ao utilizar pinturas e ilustrações modernistas nas suas páginas, juntamente com o jornal O Gorro.

## Colaborações
Contando com várias colaboradores, na ilustração contou com os contributos de vários artistas portugueses, destacando-se os nomes de Luíz Filipe, Cristiano Cruz, Correia Dias, conhecido como Tira-Linhas, Cristiano de Carvalho, Cerveira Pinto, Emílio Martins, João Valério e M. Pacheco, tendo ainda apresentado nas suas páginas algumas reproduções de desenhos do italiano Adolfo Karolis e do norueguês Olaf Gulbransson. 
Quanto à colaboração literária, contou com textos e crónicas de Alberto da Veiga Simões, Amílcar Ramada Curto, João Lopes Carneiro de Moura, Ana de Castro Osório, António Arroio, Augusto Gil, Manuel de Brito Camacho, Hipólito Raposo, António Sardinha e Afonso Lopes Vieira.